# Роман Григорчук
Роман Григорчук (на украински: Роман Йосипович Григорчук) е бивш украински футболист, играл като нападател, и настоящ треньор по футбол.

## Кариера

### Кариера като футболист
Започва да тренира в Нива Бережани. В мъжкия футбол дебютира с екипа на Прикарпатия през 1988 г. През 1994 е продаден на Санкт Пьолтен, но изиграва едва 4 мача за единствения си сезон в австрийския отбор, след което напуска в посока Полша, където подписва с Висла Плоцк, тогава подвизаващ се под името „Петрохимия“. В началото на сезон 1995/96 се завръща в Украйна и става част от Кривбас. След това играе за по един сезон в Сатурн и Динабург.

### Кариера като треньор
В последния си сезон като активен футболист, Григорчук влиза като помощник в треньорския щаб на тогавашния си отбор – Динабург, а след края на сезона поема функциите на старши треньор. През сезон 2001 извежда отбора на Динабург до финал в турнира за Купата на Латвия. През 2005 застава начело на Вентспилс. Като треньор на Вентспилс печели три последователни титли (2006, 2007, 2008), и е двукратен носител на Купата на Латвия (2005 и 2007). Напуска през август 2009 година. Четири месеца по-късно подписва договор като треньор на Металург Запорожие, чийто отбор води до края на сезон 2009/10. През ноември 2010 оглавява тогава втородивизионния Черноморец Одеса. Още през първия си сезон извежда „Моряците“ до промоция за елитната дивизия. През сезон 2011/12 воденият от Григорчук отбор завършва на 9-о място в крайното класиране, успявайки да се спаси от изпадане. Сезон 2012/13 е един от най-успешните в историята на клуба, като в рамките на кампанията достига до Финал за Купата на Украйна и завършва на 6-о място в крайното класиране, с което печели квота за Лига Европа. На европейската сцена отстранява Дачия Кишинев, сръбския гранд Цървена звезда и албанския Скендербеу, с което достига до груповата фаза на турнира, където попада в една група с ПСВ Айндховен, Динамо Загреб и Лудогорец. Там „Черно-сините“ продължават да се представят изненадващо добре, печелейки две победи срещу Динамо, както и една като гост на ПСВ, с което успява да се класира за 1/16-финалната фаза на турнира. Съперник там е френския гранд Олимпик Лион. В първия мач, игран в Одеса, украинският тим удържа героично равенство (0 – 0), но при гостуването във Франция губи след гол в последните минути, с което отпада. През декември същата година Григорчук напуска. От 1 януари 2015 г. е треньор на азерския Габала, като успява да достигне до Груповата фаза на Лига Европа през сезони 2015/16 и 2016/17.

## Успехи

### Като футболист
Прикарпатия
- Шампион на Втора украинска дивизия (1): 1993/94

### Като треньор
Динабург
- Финалист за Купата на Латвия (1): 2001

 Вентспилс
- Шампион на Латвия (3): 2006, 2007, 2008
- Носител на Купата на Латвия (2): 2005, 2007
- Финалист за Купата на съдружествата (1): 2007
- Финалист в Балтийската лига (1): 2007

 Черноморец Одеса
- Финалист за Купата на Украйна (1): 2012/13
- Финалст за Суперкупата на Украйна (1): 2013
- 1/16–финалист в Лига Европа (1): 2013/14

 Габала
- Участник в Груповата фаза на Лига Европа (2): 2015/16, 2016/17
- Финалист за Купата на Украйна (1): 2016/17
- Вицешампион на Азербайджан (1): 2016/17